# Diamonds World Tour
Diamonds World Tour, en su sigla ''DWT'', es la quinta gira de conciertos de la cantante barbadense Rihanna, para promocionar su séptimo álbum de estudio Unapologetic. La gira fue anunciada el 6 de septiembre de 2012 durante los premios MTV Video Music Awards del 2012, confirmando 90 fechas (40 en Norteamérica, 39 en Europa, 10 en Oceanía, 6 en Asia y 3 en África).

## Antecedentes y desarrollo

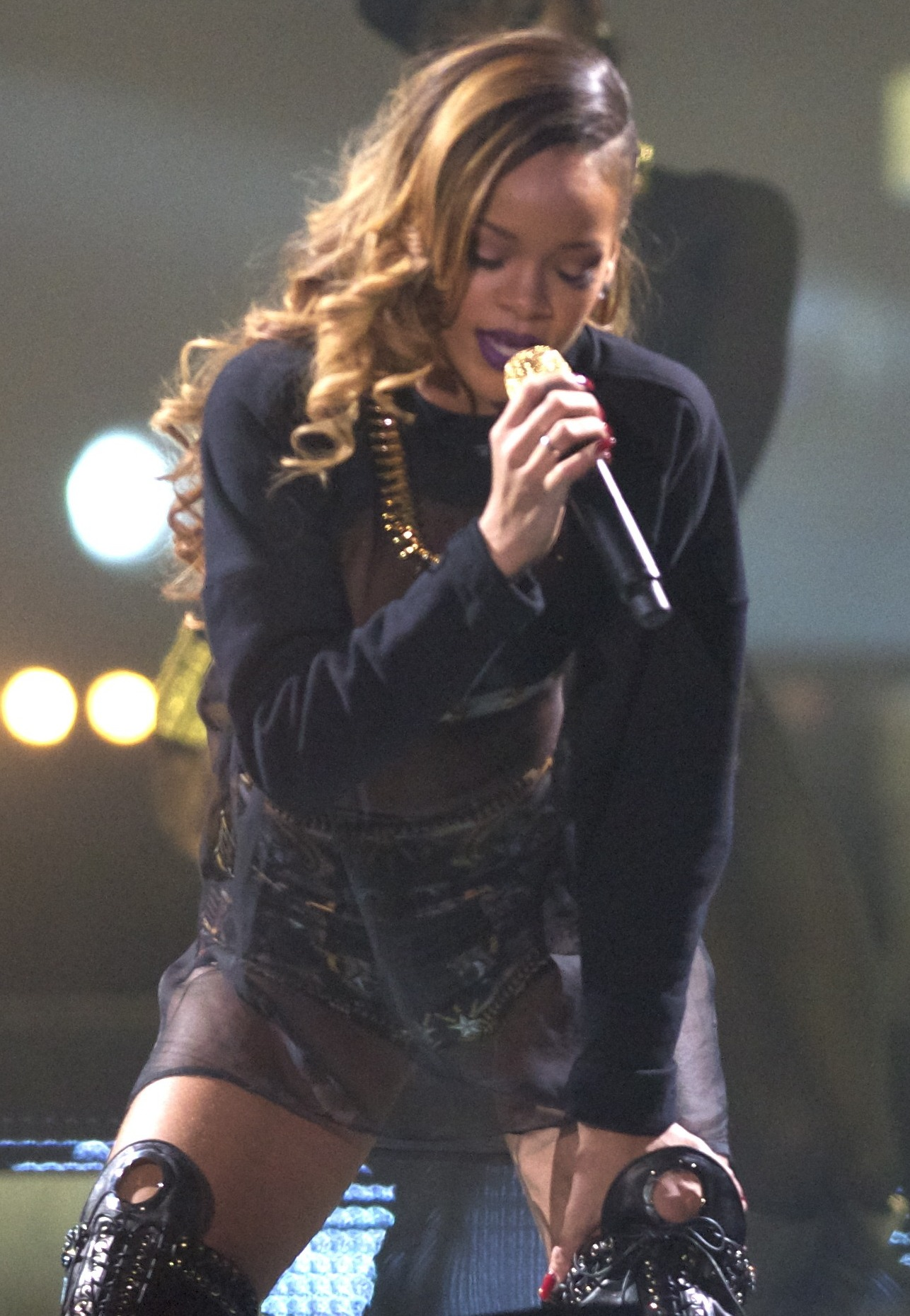
Rihanna cantando durante su gira en los Estados Unidos.

En marzo de 2012, Rihanna reveló que a pesar de que aún no había comenzado la grabación, empezó a "trabajar en un nuevo sonido", para su séptimo álbum de estudio. El 7 de septiembre, a raíz de la actuación de la cantante en los MTV Video Music Awards 2012, anunció que emprenderá su cuarta gira mundial titulada Diamonds World Tour, para apoyar su álbum próximo. La compañía mánager de Rihanna, Live Nation Entertainment, publicó un video en YouTube con el anuncio de fechas en Norteamérica de la gira. Las entradas para los espectáculos del concierto se pusieron a disposición una semana más tarde, el 14 de septiembre de 2012. A través de su cuenta oficial de Twitter, Rihanna publicó una serie de "bromas" anunciando el lanzamiento de su álbum. El 11 de octubre de 2012, en uno de sus mensajes de Twitter reveló el título de su nuevo álbum Unapologetic junto con su carátula, fue lanzado el 19 de noviembre en todo el mundo. El 14 de noviembre la etapa europea de la gira fue anunciada. Está formada por 36 espectáculos y comenzará en Bilbao, España.
A principios de marzo de 2013, a través de su canal oficial de YouTube, Rihanna publicó una serie de videos sobre los preparativos para la gira. El primer video contó con las audiciones de los bailarines de la gira. Realizaron varios bailes para Rihanna y su equipo mientras estaban audicionando. Se publicó el segundo vídeo el 2 de marzo de 2013, en el cual están preparando el vestuario para Rihanna, los bailarines y los coristas. Marley Glassroth quien se desempeñó como la constructora del vestuario, explicó que el tema del vestuario es diferente para cada sección del espectáculo, "Hay un poco de rock n' roll, hay un poco sexy... hay de todo". El asistente del estilista, Jahleel Weaver, también habló y llegó a la conclusión de que el proceso más difícil de la creación del vestuario es poner todas esas ideas a la realidad y además describió la serie como adictivo.
Un día más tarde, publicó un tercer video en el que el equipo de la gira describe cómo el escenario estará preparado para cada show. El asistente de producción del escenario, Cody Osborne explicó que había trabajado en él, probablemente por más de 18 millones de horas y que espera que funcione. Joe Sánchez, quien se desempeña como gerente de producción, dijo que comenzó a diseñar el escenario desde el año pasado y que estuvo en construcción durante cinco semanas. También dijo que llevó un equipo de más de 58 personas para construirlo y más de 100 personas locales para que bajaran el escenario en cada espectáculo. Sánchez dijo que el espectáculo es más complejo que las giras anteriores de Rihanna. El 4 de marzo, otro video fue publicado en el canal de la cantante que mostraba el ensayo para la rutina de baile de «Pour It Up», junto con el coreógrafo. Según este último, esta rutina te da la sensación de una coreografía para estríperes, ese es el tipo de energía, que es a donde tu mente será transportada". Al día siguiente, un video fue subido, en el que Rihanna aprobaba la iluminación del escenario y el contenido de vísual. El 6 de marzo un video donde la cantante y sus bailarines estaban haciendo la sesión de fotos y video para la gira, fue subido, antes de que, finalmente, al día siguiente, el último video donde Rihanna y su equipo están haciendo el último ensayo antes de salir para el primer show en Buffalo, Nueva York fue publicada.

## Vestuario
Para apoyar sus actuaciones, Rihanna apareció con varios trajes diferentes en el escenario. El vestiario para la apertura del show fue creado por el italiano Riccardo Tisci, diseñador de Givenchy. Cuenta con un abrigo masculino, de gran tamaño, negro y bordado a mano, una mezcla de streetwear y Haute Couture. Denajo del abrigo lleva un sostén de cuero blanco y negro, con unos adornos de estrellas en Oro, una camisa de seda pura negra, pantalones cortos de raso, y un collar de dientes de tiburón grabado con el apodo de la cantante... "Riri". En una entrevista para Women's Wear Daily, Tisci dijo, "Rihanna representa lo que significa ser joven y sorprendente hoy en día. Ella es punk y talentosa. Ofrece inteligencia, energía y pura belleza. Ella es la cara de su generación". De acuerdo con un representante de Givenchy, el traje es un símbolo de empoderamiento femenino y elegancia urbana. Tisci contribuyó aún más, en una oscura capa negra, un abrigo negro con impresiones de oro y un vestido rosa neón.
El diseñador de moda Raf Simons y el director creativo de Christian Dior, S. A., también colaboró con la cantante y creó un vestido negro con blanco con el texto "Rihanna x Raf Simons" en ambos lados, con pantalones cortos y unas botas Christian Louboutin. De acuerdo con Hilary Moss de la revista New York, tanto las botas y las gafas que llevó le sacó la inspiración del estilo de los años noventa. Su diseñadora personal de vestuario Adán Selman también diseñó algunos de los trajes, incluyendo un halter rojo y una envolvente falda que llevó para la sección de baladas y unos pantalones de cuero rojos, amarillos y negoros y unas botas de piel de serpiente Manolo Blahnik. Él también diseñó un vestido con hologramas de billetes de dólares. En cuanto a Rihanna, Selman habló con New York Daily News: "Su cuerpo es tan loco. Es el cuerpo de ensueño para hacer ropa. Usted no tiene que tratar tan duro". Rihanna llevaba un mameluco Elbaz Alber que hizo visible su tatuaje en el pecho de la diosa Isis.

## Desempeño comercial
Después de que la parte norteamericana de la gira fue anunciada, debido a las fechas de alta demanda se han añadido espectáculos extras en Nueva York, Toronto y Montreal. Después de que Rihanna anunció las fechas para el Reino Unido, las búsquedas de preventas aumentaron en un 700% en viagogo. Los expertos predijeron que las entradas para todos los conciertos europeos de Rihanna podrían agotarse en menos de seis minutos.

## Récords
Rihanna hizo historia la noche del viernes (24 de mayo de 2013) en el Festival de Música anual Mawazine Festival, cantando frente a una multitud de 150 000 personas, siendo un nuevo récord en la capital de Marruecos. El 8 de junio en su actuación en París, Rihanna se convirtió en la persona más joven en pisar el escenario de Stade de France, y uno de los tres artistas negros en presentarse allí —los otros son Tina Turner y Prince—. También es la artista más joven en vender un lleno total en el Millennium Stadium - UK en el FNB Stadium - Johannesburgo, Sudáfrica; en el Yarkon Park - Tel Aviv, Israel.

## Actos de apertura
- ASAP Rocky (Norteamérica)
- David Guetta (Europa)
- Haim (Europa)
- We are GTA (Europa)

## Sinopsis del concierto
El Diamonds World Tour está dividido en 5 partes y un encore con una media de duración de cada concierto de 1 hora con 30 minutos.

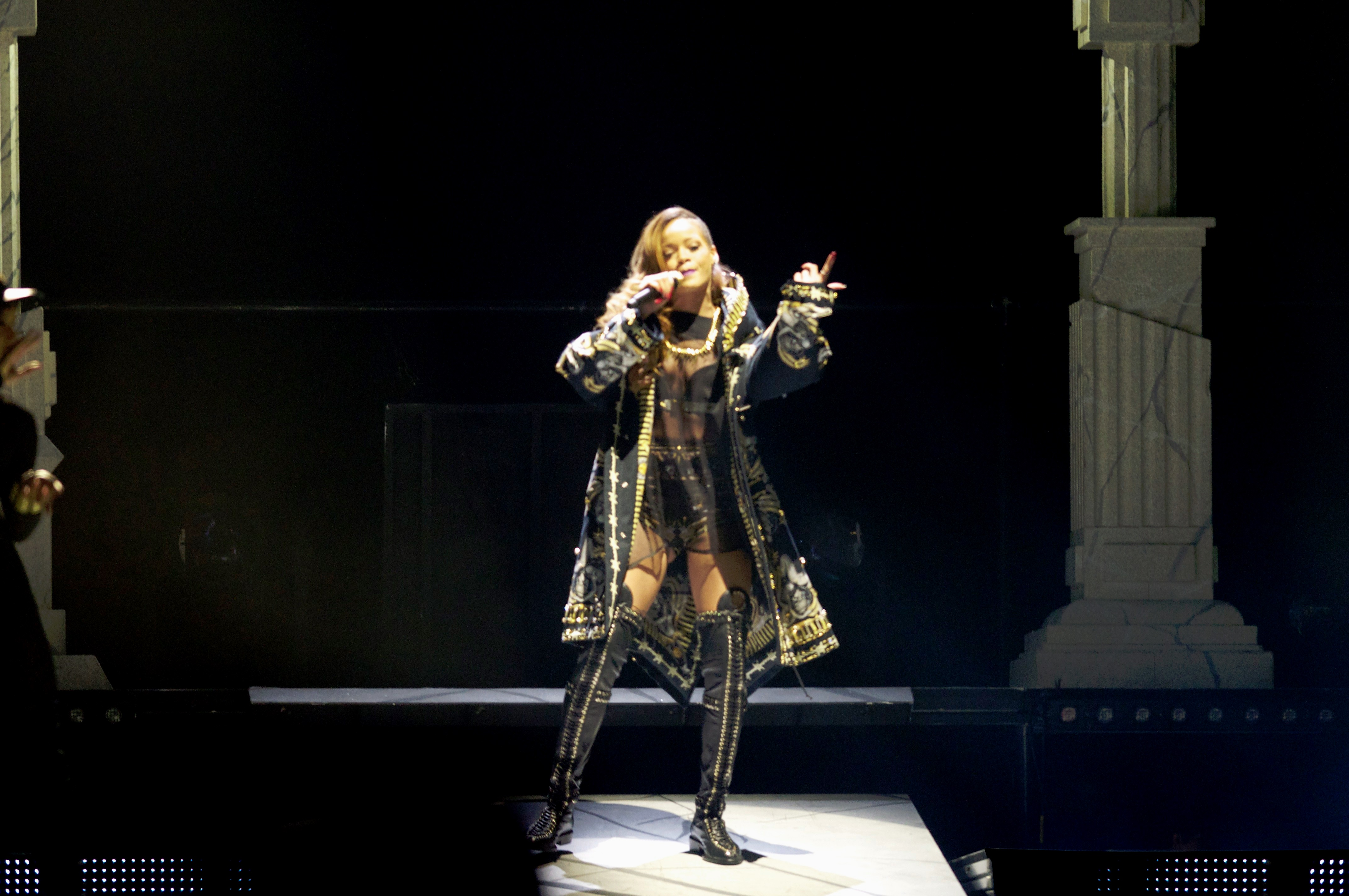
Rihanna abriendo el DWT.

Intro (Mother Mary): El concierto comienza con los acordes de Mother Mary con Rihanna postrada en cuclillas con una túnica negra y en las pantallas detrás de ella la imagen de una estatua de una mujer, al terminar la canción se levanta y desaparece.
Presh Out The Runway: El escenario poco a poco se ilumina mientras se escuchan partes de "Jump" y "Presh Out The Runway" y Rihanna aparece en el escenario para cantar "Presh Out The Runway" junto a un grupo de bailarinas. Rihanna viste una Parka, un abrigo estilo masculino, debajo de este un top negro con adornos de estrellas, un short negro bordado con acabados dorados y una larga camisa de seda transparente negra y un collar de dientes de tiburón con las letras "RiRi" en el centro y para combinar unas botas hasta la rodilla negras con agujetas doradas.
Birthday Cake/Talk That Talk: Rihanna canta los dos éxitos, Primero "Birthday Cake" con una coreografía provocativa después de "Talk That Talk" Rihanna descansa y le habla al público.
Pour It Up: La canción comienza y con ella una coreografía elaborada y movimientos provocativos termina la canción para comenzar "Cockiness".
Cockiness: Rihanna canta "Cockiness" acompañada de sus bailarinas.

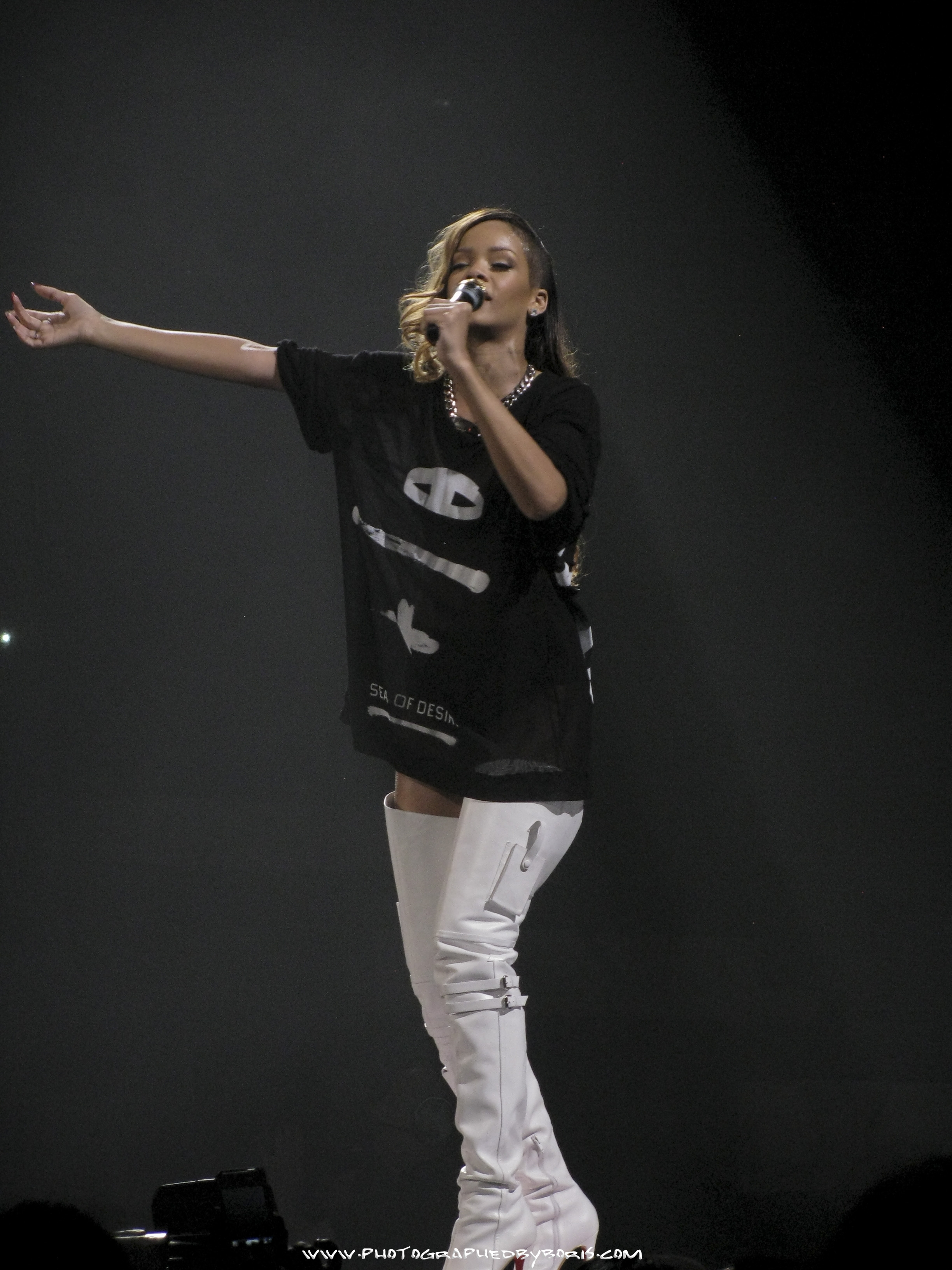
Rihanna cantando "No Love Allowed"

Numb: Rihanna Cierra la primera parte del show con Numb mientras pasea por todo el escenario luego desaparece y Nuno Bettencourt realiza un solo de guitarra.
You Da One: Rihanna abre la segunda parte del concierto con la interpretación de "You Da One" usando una traje confeccionado por Raf Simmons que consiste en una camiseta larga negra translúcida con las letras impresas en la parte trasera y delantera "Rihanna X Raf Simmons" en blanco debajo de esta un short y un top negros combinados con unas botas hasta las rodillas blancas de Christian Louboutin y gafas negras.
Man Down/No Love Allowed: Rihanna canta primero el éxito de Loud, "Man Down" y luego pregunta al público si "Les gustaría escuchar un poco de Reggae" y canta "No Love Allowed"
Rude Boy/ Whats My Name?: Rihanna canta "Rude Boy y le agrega la coreografía que usa en el Loud Tour y luego termina la segunda parte con una enérgica coreografía y un solo de guitarra.

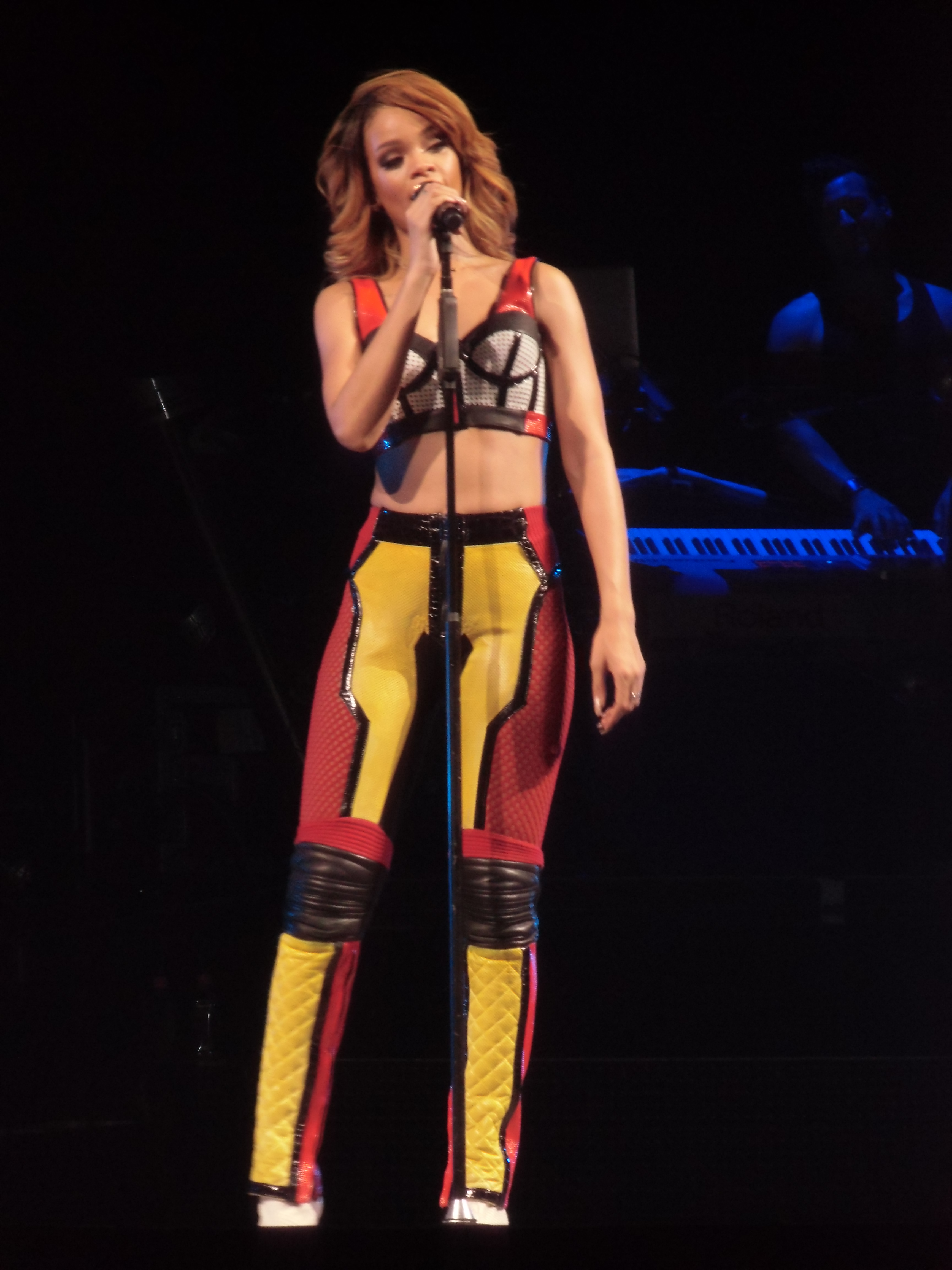
Rihanna Cantando en Colonia.

## Lista de canciones
PART 1 / HIP-HOP
1. "Mother Mary"
2. Intro con extractos de Phresh Out the Runway, Birthday Cake, S&M, Jump y Red Lipstick
3. "Phresh Out the Runway"
4. "Birthday Cake"
5. "Talk That Talk"
6. "Pour It Up"
7. "Cockiness (Love It)"
8. "Numb"

PART 2 / REGGAE
1. "You da One"
2. "Man Down"
3. "No Love Allowed"
4. "Rude Boy"
5. "What's My Name?

PART 3 / GREATEST HITS
1. "Jump"
2. "Umbrella"
3. "All of the Lights"
4. "Rockstar 101"
5. "What Now"

PART 4 / LOVE ACOUSTIC
1. "Loveeeeeee Song"
2. "Love the Way You Lie (Part II)" / "Take a Bow" / "Cold Case Love"
3. "Hate That I Love You"
4. Encore con pista de Get It Over With

PART 5 / ELECTRO HITS
1. "We Found Love"
2. "S&M" / "Only Girl (In the World)" / "Don't Stop the Music"
3. "Where Have You Been"

ENCORE / FINALSHOW
1. "Stay"
2. "Diamonds"

## Fechas de la gira
| Fecha                    | Ciudad           | País                   | Lugar                         | Entradas vendidas/disponibles | Recaudación    |
| Norteamérica             | Norteamérica     | Norteamérica           | Norteamérica                  | Norteamérica                  | Norteamérica   |
| ------------------------ | ---------------- | ---------------------- | ----------------------------- | ----------------------------- | -------------- |
| 8 de marzo de 2013       | Buffalo          | Estados Unidos         | First Niagara Center          | 15 614 / 15 614 (100%)        | $1 117 147     |
| 14 de marzo de 2013      | Filadelfia       | Estados Unidos         | Wells Fargo Center            | 15 095 / 15 095 (100%)        | $1 080 298     |
| 15 de marzo de 2013      | Hartford         | Estados Unidos         | XL Center                     | 10 895 / 10 895 (100%)        | $842 941       |
| 17 de marzo de 2013      | Montreal         | Canadá                 | Bell Centre                   | 16 054 / 16 054 (100%)        | $1 278 497     |
| 18 de marzo de 2013      | Toronto          | Canadá                 | Air Canada Centre             | 32 038 / 32 038 (100%)        | $2 498 532     |
| 19 de marzo de 2013      | Toronto          | Canadá                 | Air Canada Centre             | 32 038 / 32 038 (100%)        | $2 498 532     |
| 21 de marzo de 2013      | Detroit          | Estados Unidos         | Joe Louis Arena               | 15 349 / 15 349 (100%)        | $937 674       |
| 22 de marzo de 2013      | Chicago          | Estados Unidos         | United Center                 | 15 902 / 15 902 (100%)        | $1 234 380     |
| 24 de marzo de 2013      | Saint Paul       | Estados Unidos         | Xcel Energy Center            | 10 929 / 10 929 (100%)        | $780 143       |
| 25 de marzo de 2013      | Winnipeg         | Canadá                 | MTS Centre                    | 10 649 / 10 649 (100%)        | $880 893       |
| 27 de marzo de 2013      | Edmonton         | Canadá                 | Rexall Place                  | 13 133 / 13 133 (100%)        | $1 008 532     |
| 30 de marzo de 2013      | Calgary          | Canadá                 | Scotiabank Saddledome         | 13 495 / 13 495 (100%)        | $1,012,286     |
| 1 de abril de 2013       | Vancouver        | Canadá                 | Rogers Arena                  | 14 879 / 14 879 (100%)        | $1,153,688     |
| 3 de abril de 2013       | Seattle          | Estados Unidos         | KeyArena                      | 10 906 / 10 906 (100%)        | $782,027       |
| 6 de abril de 2013       | San José         | Estados Unidos         | HP Pavilion at San Jose       | 14 027 / 14 027 (100%)        | $1,047,778     |
| 8 de abril de 2013       | Los Ángeles      | Estados Unidos         | Staples Center                | 14 882 / 14 882 (100%)        | $1,297,755     |
| 9 de abril de 2013       | Anaheim          | Estados Unidos         | Honda Center                  | 11 050 / 11 050 (100%)        | $950,442       |
| 11 de abril de 2013      | San Diego        | Estados Unidos         | Valley View Casino Center     | 11 831 / 11 831 (100%)        | $899,782       |
| 12 de abril de 2013      | Las Vegas        | Estados Unidos         | Mandalay Bay Events Center    | 8 861 / 8 861 (100%)          | $1,047,675     |
| 19 de abril de 2013      | Tampa            | Estados Unidos         | Tampa Bay Times Forum         | 11 705 / 11 705 (100%)        | $901,024       |
| 20 de abril de 2013      | Fort Lauderdale  | Estados Unidos         | BankAtlantic Center           | 13 959 / 13 959 (100%)        | $1,042,363     |
| 22 de abril de 2013      | Atlanta          | Estados Unidos         | Philips Arena                 | 13 233 / 13 233 (100%)        | $924,581       |
| 24 de abril de 2013      | Baltimore        | Estados Unidos         | Mariner Arena                 | 11 002 / 11 002 (100%)        | $788,340       |
| 26 de abril de 2013      | Atlantic City    | Estados Unidos         | Revel Resort                  | 4 391 /4 391 (100%)           | $515,641       |
| 28 de abril de 2013      | Newark           | Estados Unidos         | Prudential Center             | 13 999 / 13 999 (100%)        | $1,215,879     |
| 29 de abril de 2013      | Washington D. C. | Estados Unidos         | Verizon Center                | 14 339 / 14 339 (100%)        | $1,185,020     |
| 1 de mayo de 2013        | Montreal         | Canadá                 | Bell Centre                   | 14 028 / 14 028 (100%)        | $1,190,028     |
| 2 de mayo de 2013        | Ottawa           | Canadá                 | Scotiabank Place              | 11 990 / 11 990 (100%)        | $852,724       |
| 4 de mayo de 2013        | Nueva York       | Estados Unidos         | Barclays Center               | 14 536 / 14 536 (100%)        | $1,232,996     |
| 6 de mayo de 2013        | Boston           | Estados Unidos         | TD Garden                     | 14 083 / 14 083 (100%)        | $1,061,548     |
| 7 de mayo de 2013        | Nueva York       | Estados Unidos         | Barclays Center               | 14 536 / 14 536 (100%)        | $1,232,996     |
| África                   |                  |                        |                               |                               |                |
| 24 de mayo de 2013       | Rabat            | Marruecos              | Mawazine Festival             | N/A                           | N/A            |
| Europa                   |                  |                        |                               |                               |                |
| 26 de mayo de 2013       | Bilbao           | España                 | Bizkaia Arena                 | 13 770 / 13 770(100%)         | $995,676       |
| 28 de mayo de 2013       | Lisboa           | Portugal               | Pavilhão Atlântico            | 18 006 / 18 006 (100%)        | $1,151,120     |
| 30 de mayo de 2013       | Estambul         | Turquía                | Inonu Stadium                 | 33 483 / 33 483 (100%)        | $3,547,707     |
| 1 de junio de 2013       | Barcelona        | España                 | Palau Sant Jordi              | 17 761 / 17 761 (100%)        | $1,339,319     |
| 2 de junio de 2013       | Montpellier      | Francia                | Arena Montpellier             | 12 627 / 12 627 (100%)        | $915,172       |
| 3 de junio de 2013       | Lyon             | Francia                | Halle Tony Garnier            | 15 339 / 15 339 (100%)        | $994,578       |
| 5 de junio de 2013       | Amberes          | Bélgica                | Sportpaleis                   | 39 436 / 39 436 (100%)        | $2,881,499     |
| 6 de junio de 2013       | Amberes          | Bélgica                | Sportpaleis                   | 39 436 / 39 436 (100%)        | $2,881,499     |
| 8 de junio de 2013       | París            | Francia                | Stade de France               | 75 841 / 75 841 (100%)        | $6,488,029     |
| 10 de junio de 2013      | Cardiff          | Reino Unido            | Millennium Stadium            | 60 307 / 60 307 (100%)        | $4,647,267     |
| 12 de junio de 2013      | Mánchester       | Reino Unido            | Manchester Arena              | 55 687 / 55 687 (100%)        | $4,677,878     |
| 13 de junio de 2013      | Mánchester       | Reino Unido            | Manchester Arena              | 55 687 / 55 687 (100%)        | $4,677,878     |
| 15 de junio de 2013      | Twickenham       | Reino Unido            | Twickenham Stadium            | 95 971 / 95 971 (100%)        | $8,656,858     |
| 16 de junio de 2013      | Twickenham       | Reino Unido            | Twickenham Stadium            | 95 971 / 95 971 (100%)        | $8,656,858     |
| 17 de junio de 2013      | Birmingham       | Reino Unido            | LG Arena                      | 28 160 / 28 160 (100%)        | $2,446,331     |
| 20 de junio de 2013      | Sunderland       | Reino Unido            | Stadium of Light              | 54 259 / 54 259 (100%)        | $4,413,716     |
| 21 de junio de 2013      | Dublín           | Irlanda                | Aviva Stadium                 | 48 482 / 48 482 (100%)        | $4,956,248     |
| 23 de junio de 2013      | Ámsterdam        | Países Bajos           | Ziggo Dome                    | 33 369 / 33 369 (100%)        | $2,354,542     |
| 24 de junio de 2013      | Ámsterdam        | Países Bajos           | Ziggo Dome                    | 33 369 / 33 369 (100%)        | $2,354,542     |
| 26 de junio de 2013      | Colonia          | Alemania               | Lanxess Arena                 | 31 507 / 31 507 (100%)        | $2,560,136     |
| 27 de junio de 2013      | Colonia          | Alemania               | Lanxess Arena                 | 31 507 / 31 507 (100%)        | $2,560,136     |
| 29 de junio de 2013      | Zúrich           | Suiza                  | Hallenstadion                 | 27 122 / 27 122 (100%)        | $2,380,749     |
| 30 de junio de 2013      | Zúrich           | Suiza                  | Hallenstadion                 | 27 122 / 27 122 (100%)        | $2,380,749     |
| 2 de julio de 2013       | Berlín           | Alemania               | O2 World                      | 13 649 / 13 649 (100%)        | $1,079,422     |
| 3 de julio de 2013       | Hannover         | Alemania               | TUI Arena                     | 10 888 / 10 888 (100%)        | $917,312       |
| 5 de julio de 2013       | Roskilde         | Dinamarca              | Roskilde Festival             |                               |                |
| 7 de julio de 2013       | Gdynia           | Polonia                | Heineken Open’er Festival     |                               |                |
| 9 de julio de 2013       | Viena            | Austria                | Wiener Stadthalle             | 15 990 / 15 990 (100%)        | $1,1306,615    |
| 10 de julio de 2013      | Montecarlo       | Mónaco                 | Sporting Monte-Carlo          |                               |                |
| 11 de julio de 2013      | Montecarlo       | Mónaco                 | Sporting Monte-Carlo          |                               |                |
| 13 de julio de 2013      | Balado           | Reino Unido            | T In The Park Festival        |                               |                |
| 15 de julio de 2013      | Mánchester       | Reino Unido            | Manchester Arena              |                               |                |
| 16 de julio de 2013      | Mánchester       | Reino Unido            | Manchester Arena              |                               |                |
| 18 de julio de 2013      | Birmingham       | Reino Unido            | LG Arena                      | 28 160 / 28 160 (100%)        | $2,446,331     |
| 20 de julio de 2013      | Lille            | Francia                | Stade Pierre- Mauroy          | 27 294 / 27 294 (100%)        | $2,188,620     |
| 22 de julio de 2013      | Estocolmo        | Suecia                 | Ericsson Globe                | 13 929 / 13 929 (100%)        | $1,226,039     |
| 25 de julio de 2013      | Oslo             | Noruega                | Telenor Arena                 | 17 832 / 17 832 (100%)        | $2,250,403     |
| 26 de julio de 2013      | Bergen           | Noruega                | Koengen                       | 20 125 / 20 125 (100%)        | $2,516,799     |
| 28 de julio de 2013      | Helsinki         | Finlandia              | Hartwall Arena                | 12 111 / 12 111 (100%)        | $1,198,861     |
| Asia                     |                  |                        |                               |                               |                |
| 13 de septiembre de 2013 | Macao            | Macao                  | CotaiArena                    | 24 872 / 24 872 (100%)        | $2,909,479     |
| 14 de septiembre de 2013 | Macao            | Macao                  | CotaiArena                    | 24 872 / 24 872 (100%)        | $2,909,479     |
| 19 de septiembre de 2013 | Manila           | Filipinas              | Mall of Asia Arena            | 8 118 / 9 743 (83%)           | $810,543       |
| 22 de septiembre de 2013 | Singapur         | Singapur               | Circuito Urbano Marina Bay    |                               |                |
| Oceanía                  |                  |                        |                               |                               |                |
| 24 de septiembre de 2013 | Perth            | Australia              | Perth Arena                   | 13 222 / 13 222 (100%)        | $1,535,953     |
| 26 de septiembre de 2013 | Adelaida         | Australia              | Adelaide Entertainment Centre | 9 281 / 9 281 (100%)          | $1,037,041     |
| 28 de septiembre de 2013 | Brisbane         | Australia              | Brisbane Entertainment Centre | 12 116 / 12 116 (100%)        | $1,341,098     |
| 30 de septiembre de 2013 | Melbourne        | Australia              | Rod Laver Arena               | 24 017 / 24 017 (100%)        | $2,749,982     |
| 1 de octubre de 2013     | Melbourne        | Australia              | Rod Laver Arena               | 24 017 / 24 017 (100%)        | $2,749,982     |
| 3 de octubre de 2013     | Sídney           | Australia              | Allphones Arena               | 30 361 / 30 361 (100%)        | $3,449,021     |
| 4 de octubre de 2013     | Sídney           | Australia              | Allphones Arena               | 30 361 / 30 361 (100%)        | $3,449,021     |
| 6 de octubre de 2013     | Auckland         | Nueva Zelanda          | Vector Arena                  | 33 565 / 33 565 (100%)        | $3,377,624     |
| 7 de octubre de 2013     | Auckland         | Nueva Zelanda          | Vector Arena                  | 33 565 / 33 565 (100%)        | $3,377,624     |
| 8 de octubre de 2013     | Auckland         | Nueva Zelanda          | Vector Arena                  | 33 565 / 33 565 (100%)        | $3,377,624     |
| África                   |                  |                        |                               |                               |                |
| 13 de octubre de 2013    | Johannesburgo    | Sudáfrica              | FNB Stadium                   | 67 291 / 67 291 (100%)        | $3,732,307     |
| 16 de octubre de 2013    | Cape Town        | Sudáfrica              | Estadio Green Point           | 39 616 / 39 616 (100%)        | $1,872,570     |
| Asia                     |                  |                        |                               |                               |                |
| 19 de octubre de 2013    | Abu Dhabi        | Emiratos Árabes Unidos | du Arena                      | 23 757 / 24 470 (97%)         | $3,717,513     |
| 22 de octubre de 2013    | Tel Aviv         | Israel                 | Yarkon Park                   | 50 554 / 50 554 (100%)        | $6,121,631     |
| Norteamérica y el Caribe |                  |                        |                               |                               |                |
| 26 de octubre de 2013    | Punta Cana       | República Dominicana   | Hard Rock Hotel & Casino      | 13 974 / 17 326 (81%)         | $1,695,810     |
| 29 de octubre de 2013    | San Juan         | Puerto Rico            | Estadio Hiram Bithorn         | 16 074 / 16 074 (100%)        | $1,569,910     |
| 2 de noviembre de 2013   | Bridgetown       | Barbados               | Kensington Oval               | Show Cancelado                | Show Cancelado |
| 9 de noviembre de 2013   | Denver           | Estados Unidos         | Pepsi Center                  | 10 180 / 10 180 (100%)        | $710,749       |
| 11 de noviembre de 2013  | Dallas           | Estados Unidos         | American Airlines Center      | 11 182 / 11 182 (100%)        | $765,281       |
| 12 de noviembre de 2013  | Oklahoma City    | Estados Unidos         | Chesapeake Energy Arena       | 6 556 / 6 556 (100%)          | $501,475       |
| 14 de noviembre de 2013  | Houston          | Estados Unidos         | Toyota Center                 | 12 610 / 12 610 (100%)        | $1,013,001     |
| 15 de noviembre de 2013  | Nueva Orleans    | Estados Unidos         | New Orleans Arena             | 10 974 / 10 974 (100%)        | $865,010       |

### Conciertos cancelados y/o reprogramados
| Norteamérica        |            |                |                          |                                                                         |
| 10 de marzo de 2013 | Boston     | Estados Unidos | TD Garden                | Reprogramado para el 6 de mayo de 2013. Debido a laringitis.            |
| 12 de marzo de 2013 | Baltimore  | Estados Unidos | 1st Mariner Arena        | Reprogramado para el 14 de abril de 2013. Debido a laringitis.          |
| 15 de abril de 2013 | Houston    | Estados Unidos | Toyota Center            | Reprogramado para el 14 de noviembre de 2013. Debido a enfermedad       |
| 16 de abril de 2013 | Dallas     | Estados Unidos | American Airlines Center | Reprogramado para el 11 de noviembre de 2013. Debido a enfermedad       |
| 4 de mayo de 2013   | Nueva York | Estados Unidos | Barclays Center          | Reprogramado para el 7 de mayo de 2013. Debido a los Playoffs NBA 2013. |